# Südkoreanische Hockeynationalmannschaft der Herren
Die südkoreanische Hockeynationalmannschaft der Herren repräsentiert die Korean Hockey Federation auf internationaler Ebene, zum Beispiel bei der Hockey-Weltmeisterschaft, der FIH Champions Trophy oder den Olympischen Sommerspielen.

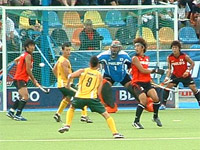

 Erst seit den Olympischen Spielen 1988 im eigenen Land spielt das Team eine Rolle im Welthockey, konnte sich seit 1994 für alle Weltmeisterschaften und Olympische Spiele qualifizieren. Der Größte Erfolg erreichte Südkorea bei den Olympischen Spielen 2000 in Sydney, wo erst im 7-m-Schießen das Finale gegen die Niederlande verloren ging. Bei den letzten beiden Weltmeisterschaften platzierte sich das Team jeweils als Vierter. Auf kontinentaler Ebene konnten bei vier Asienspielen und zwei Asienmeisterschaften Titel errungen werden. In zwölf Länderspielen mit Deutschland blieb Südkorea bei vier Unentschieden bisher sieglos.
Aktuell (Juni 2025) steht die Nationalmannschaft in der Weltrangliste auf dem Feld auf Rang 13.

## Erfolge

### Weltmeisterschaft
- bei vier Teilnahmen zwei Mal der vierte Platz

### Olympische Spiele
- Silber: 2000

### Champions Trophy
- Zweiter: 1999
- Dritter: 2000

### Asienspiele
- Gold: 1986, 1994, 2002, 2006
- Silber: 1998
- Bronze: 1958

### Asia Cup
- Asienmeister: 1994, 1999
- Vize-Asienmeister: 2007
- 3. Platz: 1985, 1989, 2003